# ノルウェーにおける死刑
ノルウェーにおける死刑（ノルウェーにおけるしけい）では、ノルウェーにおける死刑について解説する。
なお、死刑制度は1905年に廃止されたが、1945年だけ復活している。

## 歴史
ノルウェーの死刑執行数は18世紀ごろから少なく、多くとも年間数人から数年に1人だった。
第二次世界大戦前最後の死刑執行は1876年2月25日に殺人罪で死刑判決を受けたクリストファ・ニルセン・シュバルツベッケン・グリンバレー（w:no:Kristoffer Nilsen Svartbækken Grindalen）に対してである。
その後、モラトリアム時代が続き、1905年に死刑制度は完全廃止された。
しかし、ノルウェーでは第二次世界大戦においてナチスの占領に協力し傀儡政権を築いたヴィドクン・クヴィスリングを死刑にするために特別に銃殺刑を復活させた。クヴィスリングは1945年5月9日に死刑判決を受け、同年10月24日に銃殺刑を執行した。これによりクヴィスリングの生命は絶たれた。
この死刑執行に関しては法的には1945年だけ死刑制度が臨時復活したことになり、一部の人間を死刑にするためだけに長年廃止されていた死刑制度を復活させたという行為に対しては、現在でも批判されることがある。

## 執行方法
- 斧による斬首刑
- 銃殺刑

## 死刑執行人
詳細は死刑執行人#ノルウェーを参照